# 空軍資材コマンド
空軍資材コマンド（Air Force Materiel Command, AFMC）はアメリカ空軍の主要なコマンドの1つである。
AFMCは1992年7月1日の組織変更により、空軍兵站コマンド（Air Force Logistics Command）と空軍システムコマンド（Air Force Systems Command）の両組織が合併して創設された。
AFMCはオハイオ州のライト・パターソン空軍基地に司令部を置き、ブルース・カールソン大将（General Bruce Carlson）が司令官、テリー・ガブレスキ中将（Lieutenant General Terry L. Gabreski）が副司令官、ウイリアム・ガーニー最上級曹長（Chief Master Sergeant William C Gurney）が上級部隊等最先任上級曹長（Command Chief Master Sergeant）をそれぞれ努めている。AFMCは米空軍内の10大コマンドの1つであり、アメリカ空軍司令部の直下に属しており報告する関係にある。
AFMCには約78,000名の軍人と民間人が働いており、空軍内で予算的には1番、人員数でいえば2番目に大きな組織である。AFMCの運営予算は空軍予算の57%を占めており、空軍全体の民間人の40%以上を雇用している。

## 任務
AFMCは、いつでも戦争が行なえるように空軍の兵器体系全体に関して、研究、開発、試験、評価を主導し、兵器取得の管理と兵站支援を担っている。
この組織は合衆国を守るために必要とされる航空宇宙分野での戦力を開発、取得して、維持するとともに、現在から将来に渡るそれらの行方にも興味を払っている。これは今と将来の兵器システムとその個別装置を管理、研究、取得、開発、試験、そして保守することで達成される。

## 組織構成
AFMCは、空軍開発研究所と、航空機、電子システム、ミサイル類と弾薬類の「揺りかごから墓場まで」の監視役として責任を持たされた8つの専門分野別センターによって、空軍が最高の兵器システムを装備するという任務を遂行する。
例えば航空機とミサイルの様な兵器システムでは、研究開発分野からの科学と科学技術も利用して、3つの製品センターを通じて開発され取得される。
システムはAFMCの2ヶ所の試験センターで試験される。システムの全期間を通じて3ヶ所の空軍ロジスティクス・センターでサービスされ、更新され、補修される。この組織の専門部門では、科学研究と古いシステムの廃棄や販売を含む、他の多くの開発とロジスティクス機能を果たしている。
AFMCの司令部はオハイオ州のライト・パターソン空軍基地での主要な部隊である。AFMCは以下の10の基地内に配置されている。
- アーノルド空軍基地（Arnold Air Force Base）、テネシー州
  - アーノルド技術開発センター
- ブルックス市基地（Brooks City-Base）、 テキサス州
  - 第311ヒューマン・システム航空団
- エドワーズ空軍基地（Edwards Air Force Base）、カリフォルニア州
  - 第95航空団
  - 空軍フライトテストセンター
- エグリン空軍基地（英語版）（Eglin Air Force Base）、フロリダ州
  - 第96航空団
  - 航空兵装センター
- ハンスコム空軍基地（英語版）（Hanscom Air Force Base）、マサチューセッツ州
  - 第66航空団
  - 電子システムセンター
- ヒル空軍基地（Hill Air Force Base）、ユタ州
  - 第75航空団
  - オグデン航空兵站施設
- カートランド空軍基地（Kirtland Air Force Base）、ニューメキシコ州
  - 第377航空団
  - 核兵器センター
- ロビンス空軍基地（Robins Air Force Base）、ジョージア州
  - 第78航空団
  - ワーナーロビンズ航空兵站施設
- ティンカー空軍基地（Tinker Air Force Base）、オクラホマ州
  - 第72航空団
  - オクラホマシティ航空兵站施設
- ライト・パターソン空軍基地（Wright-Patterson Air Force Base）、オハイオ州
  - 第88航空団
  - 航空システムセンター
  - 空軍グローバルロジスティックスサポートセンター
  - 空軍調査研究所
  - 空軍安全アシスタンスセンター

さらに、上記以外の基地においてもAFMCが協力部隊を運用している。詳しくはAFMC部隊のウェブページを参照のこと。

## 歴史
空軍資材コマンドの歴史は、第一次世界大戦時の1917年にアメリカ陸軍の通信科の設備部が実験工学施設として陸軍の新たな航空機工学部門の実験工学施設の司令部をオハイオ州デイトンのマコックフィールドに設置したことに始まる。
航空資材コマンド（Air Materiel Command、AMC）の下で1940年代末の数年間かけて再統合されるまでは、研究と開発、ロジスティックスの機能は第二次世界大戦の間はそれぞれが別々に運用されていた。1950年には研究と開発の部門は航空研究開発コマンド（Air Research and Development Command）内の別々の組織に分割された。
1961年には航空資材コマンドは空軍ロジスティックス・コマンド（Air Force Logistics Command）となり、同時に航空研究開発コマンドは兵器システムの取得の権限も有するようになって名前も空軍システム・コマンド（Air Force Systems Command）に改名された。
1992年7月1日、空軍ロジスティックス・コマンドと空軍システム・コマンドは再統合され空軍資材コマンドとなった。

### AIMACO
「AIMACO」は、合衆国空軍物流管理命令コンパイラで使う命令を意味する「AIr MAteriel COmmand」の略語である。 UNIVAC社の開発したFLOW-MATIC言語（Flow-Matic language）とIBM社の開発したCOMTRAN言語（COMmercial TRANslator programming language）の影響を受けて、1959年前後から定義が始まった高級言語である。FLOW-MATICとCOMTRAN、そしてこれらに沿ったAIMACOはCOBOL言語の前身でありその開発に影響を与えた。
AMCプログラミング・サービスのメンバーと共に、航空資材コマンド（Air Materiel Command、AMC）の代表によって主導され、IBMとUSスチールからの産業代表から構成される委員会でAIMACO言語の定義の草案が作られた。「コンパイラ」（compiler）がこの名前の一部であるにもかかわらず、このために書かれたコンパイラーは存在しない。少なくとも2つが名前が上がるか設計されただけである。
AMCのもともとの意図は、世界中のAMCシステムのすべてのプログラムはオハイオ州、デイトンのライト・パターソン空軍基地のAMC司令部でAIMACOで書かれUNIVACでコンパイルされることであった。これはUNIVACであろうとIBMのコンピュータであろうといずれかのシステムの為のものであった。代わりのコンパイラとして、AMCプログラミング・サービスの数人によってIBMコンピュータ用のコンパイラ・システムがIBMコンピュータ上で作成された。